# Angelika Amon
Angelika B. Weis-Amon (Viena, 10 de janeiro de 1967 – 29 de outubro de 2020) foi uma bióloga austríaca, que trabalhou com genética e biologia celular.

## Formação e carreira
Angelika Amon estudou na Universidade de Viena obtendo o diploma em 1989 e um doutorado em 1993 no Instituto de Pesquisa de Patologia Molecular, orientada por Kim Nasmyth. No pós-doutorado esteve no Whitehead Institute for Biomedical Research do Instituto de Tecnologia de Massachusetts (MIT). Foi professora assistente e depois professora associada no Koch Institute for Integrative Cancer Research do MIT, antes de ir em 2000 para o Instituto Médico Howard Hughes (HHMI), onde foi professora a partir de 2007. A partir de 2011 deteve a cátedra Kathleen and Curtis Marble de pesquisa sobre o câncer.
Amon estudou a divisão dos cromossomos durante a divisão celular (meiose e mitose) no corpo e doenças que estão relacionadas a distúrbios (aneuploidia) da distribuição uniforme normal dos cromossomos entre as células filhas. Eles são uma causa comum de abortos espontâneos e uma marca típica das células cancerosas. Para suas investigações dos mecanismos moleculares envolvidos, ela usou células de levedura e células de camundongo (MEF, Mouse Embryotic Fibroblasts). Em particular, ela descobriu que a aneuploidia é frequentemente associada à superprodução das próprias proteínas do corpo, que se agrupam (devido a atividades biológicas celulares específicas das células malévolas em resposta à superprodução de proteínas, que ela denominou Aneuploidie Stress Reaktion) e pode levar a fenômenos neurodegenerativos semelhantes à doença de Alzheimer. Ela estudou em detalhes o mecanismo pelo qual os estágios finais da divisão celular são regulados, com a fosfatase CDC14 desempenhando um papel central, como Amon e colegas descobriram em 1998.
Foi casada e teve duas filhas.
Angelika Amon sucumbiu ao câncer em 29 de outubro de 2020.

## Condecorações (seleção)
- 2000 HHMI Investigator Award
- 2003 Eli Lilly and Company-Elanco Research Award[5]
- 2008 Prêmio NAS de Biologia Molecular[6]
- 2010 Membro da Academia Nacional de Ciências dos Estados Unidos
- 2013 Prêmio Ernst Jung, juntamente com Ivan Đikić[7]
- 2014 Medalha Genetics Society of America
- 2015 Membro associado da Organização Europeia de Biologia Molecular
- 2015 Membro correspondente da Academia Austríaca de Ciências
- 2017 Membro da Academia de Artes e Ciências dos Estados Unidos
- 2019 Breakthrough Prize in Life Sciences[8]
- 2020 Prêmio HFSP Nakasone